# Emanuel Olivera
Emanuel Olivera (Buenos Aires, 2 aprile 1990) è un calciatore argentino, difensore del Santa Fe.

## Caratteristiche tecniche
È un difensore centrale.

## Carriera
Cresciuto nelle giovanili del Vélez Sarsfield, ha esordito in prima squadra il 12 marzo 2010 in occasione del match vinto 1-0 contro il Lanús.

## Statistiche

### Presenze e reti nei club
Statistiche aggiornate al 13 marzo 2018.
| Stagione           | Squadra            | Campionato         | Campionato | Campionato | Coppe nazionali | Coppe nazionali | Coppe nazionali | Coppe continentali | Coppe continentali | Coppe continentali | Altre coppe | Altre coppe | Altre coppe | Totale | Totale | Totale |
| Stagione           | Squadra            | Comp               | Pres       | Reti       | Comp            | Pres            | Reti            | Comp               | Pres               | Reti               | Comp        | Pres        | Reti        | Pres   | Reti   |        |
| ------------------ | ------------------ | ------------------ | ---------- | ---------- | --------------- | --------------- | --------------- | ------------------ | ------------------ | ------------------ | ----------- | ----------- | ----------- | ------ | ------ | ------ |
| 2009-2010          | Vélez Sarsfield    | PD                 | 5          | 0          | CA              | 0               | 0               |                    | -                  | -                  |             | -           | -           | 5      | 0      |        |
| 2010-2011          | Vélez Sarsfield    | PD                 | 0          | 0          | CA              | 0               | 0               | CL                 | 0                  | 0                  |             | -           | -           | 0      | 0      |        |
| 2011-2012          | Vélez Sarsfield    | PD                 | 1          | 0          | CA              | 1               | 0               | CL                 | 0                  | 0                  |             | -           | -           | 2      | 0      |        |
| 2012-2013          | Vélez Sarsfield    | PD                 | 1          | 0          | CA              | 0               | 0               | CL                 | 0                  | 0                  |             | -           | -           | 1      | 0      |        |
| Totale Vélez       | Totale Vélez       | Totale Vélez       | 7          | 0          |                 | 1               | 0               |                    | -                  | -                  |             | -           | -           | 8      | 0      |        |
| 2013-2014          | Almirante Brown    | BN                 | 22         | 1          | CA              | 1               | 0               |                    | -                  | -                  |             | -           | -           | 23     | 1      |        |
| 2014               | Boca Unidos        | BN                 | 7          | 0          |                 | -               | -               |                    | -                  | -                  |             | -           | -           | 7      | 0      |        |
| 2015               | Boca Unidos        | BN                 | 24         | 2          | CA              | 0               | 0               |                    | -                  | -                  |             | -           | -           | 24     | 2      |        |
| 2016               | Boca Unidos        | BN                 | 19         | 0          | CA              | 0               | 0               |                    | -                  | -                  |             | -           | -           | 19     | 0      |        |
| Totale Boca Unidos | Totale Boca Unidos | Totale Boca Unidos | 50         | 2          |                 | 0               | 0               |                    | -                  | -                  |             | -           | -           | 50     | 2      |        |
| 2016-2017          | Colón (SF)         | PD                 | 12         | 1          | CA              | 1               | 0               |                    | -                  | -                  |             | -           | -           | 13     | 1      |        |
| 2017-2018          | Colón (SF)         | PD                 | 0          | 0          | CA              | 0               | 0               | CS                 | 0                  | 0                  |             | -           | -           | 0      | 0      |        |
| Totale carriera    | Totale carriera    | Totale carriera    | 91         | 4          |                 | 3               | 0               |                    | 0                  | 0                  |             | -           | -           | 94     | 4      |        |